# کاکی (دوره)
کاکی (به ژاپنی: 嘉慶 Kakei)، نام یک عصر تاریخی ژاپنی دربار شمالی در طی دوره نانبوکوچو بود. این عصر بعد از شیتوکو و قبل از کوئو قرار داشت و از اوت ۱۳۸۷ تا فوریه ۱۳۸۹ میلادی به طول انجامید. در طی این عصر امپراتور دربار شمالی در کیوتو، امپراتور گو-انیو و امپراتور دربار جنوبی امپراتور گو-کامه‌یاما بود.